# August Max Fiedler

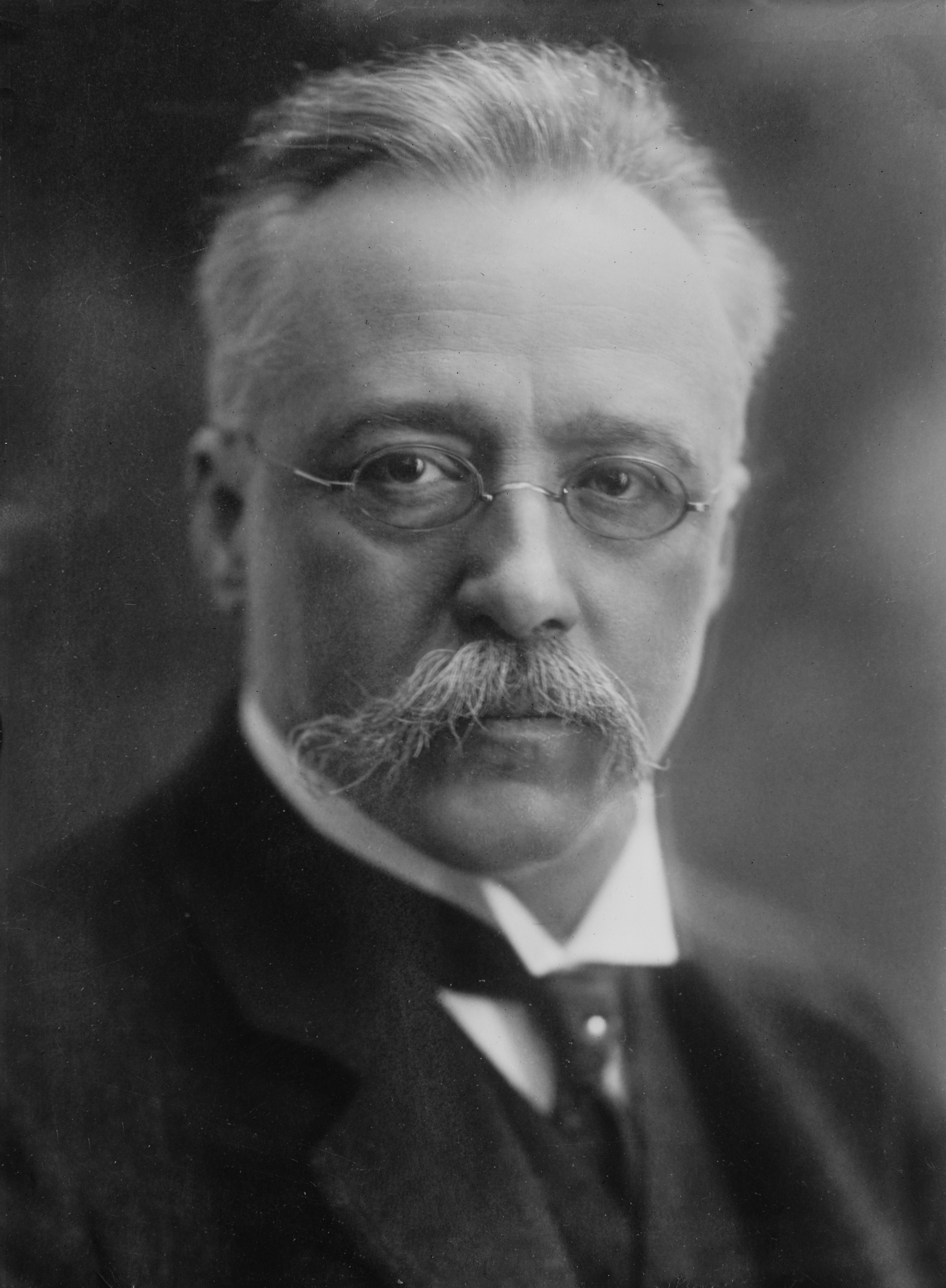
Max Fiedler

August Max Fiedler (* 31. Dezember 1859 in Zittau, Oberlausitz; † 1. Dezember 1939 in Stockholm) war ein deutscher Dirigent, Komponist und Pianist.
Er erhielt Unterricht bei seinem Vater, dem sorbischen Musiklehrer Karl August Fiedler, und später am Leipziger Konservatorium von 1877 bis 1880 bei G. Albrecht.  Von 1882 bis 1908 war er am Hamburger Konservatorium als Professor tätig. 1904 wurde er dort auch Dirigent der Philharmoniker. Er unternahm ausgedehnte Konzertreisen. Nach seinem Debüt in Amerika 1905 trat er häufig mit den New Yorker Philharmonikern auf. Von 1908 bis 1912 war Fiedler Leiter des Boston Symphony Orchestra. Nach seiner Rückkehr nach Deutschland wurde er Generalmusikdirektor der Stadt Essen. Dieses Amt hatte er bis 1934 inne. In seinen letzten Lebensjahren war er vor allem in Berlin und Stockholm als Gastdirigent tätig.
Nach einem Gastauftritt Fiedlers beim Bach-Beethoven-Brahms-Fest in Berlin schrieb Carl Krebs: „Fiedler ist mir ein außerordentlich sympathischer Dirigent. Er übt die vollkommenste Macht über den Instrumentalkörper aus, aber er nutzt diese Macht nicht aus, um sich hervorzudrängen, sondern gebraucht sie, wie ein weiser Fürst seine Herrschergewalt: zum Wohl des Ganzen. Wenn er dirigiert, hat man den Eindruck, dass er völlig hinter dem Werk zurücktritt, so lebendig und selbstverständlich stellt es sich vor uns, und doch ist er es, der ihm dies Leben gibt und es mit seinem Gefühl durchwärmt.“